# Gemeinde Grades
Die Gemeinde Grades war ab 1851 eine Marktgemeinde im Kärntner Bezirk Sankt Veit an der Glan, die 1973 durch Zusammenlegung mit der Gemeinde Metnitz in der heutigen Gemeinde Metnitz aufging.

## Geografie

### Lage
Die Gemeinde umfasste den rechten Teil des oberen Metnitztals im Nordwesten des Bezirks Sankt Veit an der Glan.

### Gliederung

#### Katastralgemeinden
Die Gemeinde umfasste die beiden Katastralgemeinden Grades und Feistritz.

#### Ortschaften
Zur Zeit des Bestehens der Gemeinde wurden in ihr folgende Ortschaften geführt:
- Grades, mit Ortschaftsbestandteilen Niedermarkt und Schloss Grades (das Schloss wurde vorübergehend auch als eigene Ortschaft ausgewiesen)
- Feistritz, zeitweise wurden die Ortschaftsbestandteile Bach, Hinterort, Oberort, Schattseite und Sonnseite ausgewiesen.
- Mödring, mit den Ortschaftsbestandteilen Sonnseite und Schattseite
- Oberhof Schattseite, mit dem Jagdschloss Oberhof
- Schnatten, zeitweise wurden die Ortschaftsbestandteile Schattseite und Sonnseite ausgewiesen
- Vellach, zeitweise wurden die Ortschaftsbestandteile Hühnergraben, Oberort, Sauwinkel, Sonnseite und Schattseite / Vellach ausgewiesen
- Anteil an der Ortschaft Zwatzhof, mit Jagdhaus

Heute werden auf der Fläche der seinerzeitigen Gemeinde Grades außerdem die Ortschaft Maria Höfl, der Großteil der Ortschaft Marienheim sowie ein ganz kleiner Teil der Ortschaft Metnitz ausgewiesen.

## Geschichte
Im Zuge der Verwaltungsreformen nach der Revolution 1848/49 wurde 1851 aus den Steuer- bzw. Katastralgemeinden Grades und Feistritz die Gemeinde Grades errichtet.
Die Gemeinde Grades gehörte ab 1850 zum politischen Bezirk Sankt Veit an der Glan und zum Gerichtsbezirk Friesach. 1854 bis 1868 gehörte sie zum gemischten Bezirk Friesach. 1868 kam sie zum politischen Bezirk Sankt Veit an der Glan, in dem sie bis zu ihrer Auflösung verblieb. Was die Gerichtsbarkeit betrifft, kam sie 1868 zum Gerichtsbezirk Friesach, der bis 1978 – also länger als die Gemeinde – bestand.
Die Gemeinde war flächenmäßig eine der größten in Österreich, sie hatte eine Ost-West-Ausdehnung von etwa 25 Straßenkilometern, und die Bewohner der westlichen Ortschaften mussten durch den Hauptort der Nachbargemeinde Metnitz reisen, um in ihren eigenen Gemeindehauptort Grades zu gelangen. Daher gab es Anfang des 20. Jahrhunderts Überlegungen, Teile im äußersten Osten (Zienitzen) und im Westen der Gemeinde an Nachbargemeinden abzutreten. So wurde 1911 eine Kommission eingesetzt, die den Vorschlag prüfte, einen kleinen Teil der Gemeinde Metnitz (Teil der Ortschaft Klachl) an die Gemeinde Grades anzuschließen und gleichzeitig den westlichen Teil der Gemeinde Grades (fast die Hälfte der Fläche der damaligen Gemeinde, mit den Ortschaften Oberhof Schattseite, Mödring, Vellach) an die Gemeinde Metnitz abzutreten, der Vorschlag wurde aber nicht umgesetzt. 1915 wurde schließlich der östliche Teil des Gemeindegebietes mit dem Ort Zienitzen an die östliche Nachbargemeinde St. Salvator (heute Teil der Stadtgemeinde Friesach) abgetreten; die Gemeinde Grades verlor dadurch damals 16 % (1.300 ha) ihrer Fläche und 16 % (261 Personen lt. Volkszählung 1910) ihrer Bevölkerung.
1966 kam es zu einem kleinen Gebietstausch zwischen den Gemeinden Grades und Metnitz: die Gemeinde Metnitz erhielt etwa 1 ha Fläche (beim Erholungsbad) und trat etwa 9 ha Fläche (im Bereich nordöstlich von Marienheim) an die Gemeinde Grades ab.
Die Gemeinde Grades bestand bis zur Kärntner Gemeindestrukturreform, als die Gemeinden Metnitz und Grades mit Wirkung vom 1. Jänner 1973 zur heutigen Gemeinde Metnitz vereinigt wurden. Bestrebungen zur Wiederherstellung der Gemeinde Grades zu Beginn der 1990er Jahre blieben erfolglos.

## Bevölkerung
Für die Gemeinde wurden zur Zeit ihres Bestehens folgende Einwohnerzahlen angegeben:
- 1854: 1.515 Einwohner[6]
- 1865: 1.654 Einwohner[7]
- 1880: 1.640 Einwohner[8]
- 1890: 1.678 Einwohner[9]
- 1900: 1.598 Einwohner[10]
- 1910: 1.660 Einwohner (davon 261 Einwohner in jenem Bereich, der 1915 an die Nachbargemeinde St. Salvator abgetreten wurde)[3]
- 1923: 1.315 Einwohner[11]
- 1934: 1.578 Einwohner[11]
- 1946: 1.628 Einwohner[12]
- 1961: 1.346 Einwohner[13]

Zum Vergleich: 2019 lebten auf der Fläche der 1973 aufgelösten Gemeinde (Zählsprengel 001 Grades der Gemeinde Metnitz) nur mehr 750 Einwohner.

## Söhne und Töchter der Gemeinde
- Ingo Mörth (* 1949 in der damaligen Gemeinde Grades), Soziologe